# Dagor Bragollach
Batailles
Batailles du Beleriand
- Première bataille (1497 A.A.)
- Dagor-nuin-Giliath
- Dagor Aglareb (60)
- Dagor Bragollach (455)
- Nírnaeth Arnoediad (472)
- Nargothrond (495)
- Second Massacre fratricide (506-507)
- Gondolin (510)
- Guerre de la Grande Colère

La bataille de Dagor Bragollach (Bataille de la Flamme Subite) est une bataille fictive du légendaire de Tolkien. Elle est décrite dans le Silmarillion. Elle appartient aux batailles du Beleriand, dont elle est la quatrième bataille. Elle se déroule au Premier Âge, en 455.
Elle oppose les forces des Noldor, des Sindar et des Edain aux troupes de Morgoth. Elle se solda par la victoire de ce dernier et par la mort de Fingolfin, haut roi des Noldor, et de Hador, chef des hommes du Dor-Lommin, ainsi que la prise, par les forces de Morgoth, de la passe du Sirion, le Dorthonion, et provisoirement, le Thargelion. Elle commence lors d'une nuit d'hiver sans lune, lorseque Morgoth envoya des rivières de feu dans la plaine d'Ard-galen, qui fut détruite et par la suite posséda le nom d'Anfauglith, la Poussière de Soif. Après ces flammes vint Glaurung, suivi par des Balrogs et des orques en grand nombre, qui rompirent le blocus autour d'Angband. Finrod Felagund arriva de Nargothrond avec ses troupes afin d'aider ses frères, Orodreth, Angrod, et Aegnor, mais il fut séparé de ses troupes et ne fut sauvé que par l'intervention de Barahir qui vint à son secours avec ses guerriers, et il put donc s'échapper, mais il fit serment à Barahir d'amitié et de secours indefictibles avec lui et sa maison. A la fin de la bataille, l'armée de Maedhros, fils aîné de Fëanor, et de ses frères fut dispersée, et les orques pénetrèrent très loin dans le Beleriand de l'est, et les forces de Morgoth, commandées par Sauron, prirent la forteresse de Minas Tirith sur l'ile de Tol Sirion, qui s'appela ensuite Tol-in-Ghauroth, l'ile des loups-garous, et le Dorthonion, qui s'appela ensuite Taur-nu-Fuin, la foret sous la nuit.
Fingolfin, lorseque il apprit la défaite des fils de Finarfin et la déroute des fils de Fëanor, pensa voir venir la chute des Noldor, et partit défier Morgoth en combat singulier, et il fut tué, mais après avoir infligié sept blessures au pied à Morgoth. Morgoth, après l'avoir tué, écrasa le corps de Fingolfin et voulut le jeter en pâture à ses loups, mais Thorondor balfra le visage de Morgoth avec ses griffes et récupera le corps de Fingolfin et l'emmena à Gondolin où Turgon lui éleva un carin. Morgoth conservera toujours ces blessures.
Cepandant, les armées de Morgoth n'entèrent ni en Belériand de l'ouest, ni au Hithlum. La bataille de Dagor Bragollach fut un prélude à l'histoire de Beren et Luthien.

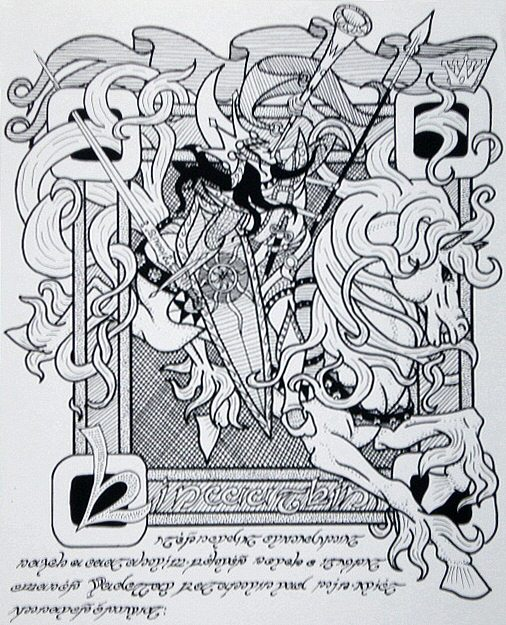
Chevauchée de Fingolfin vers le Thangorodim à la fin de la bataille.

Dagor Bragollach est une terrible défaite pour les Elfes et les Edain qui préfigure le désastre de Nirnaeth Arnoediad, la Bataille des Larmes Innombrables.